# Campeonato Chileno de Futebol 2014–15 Apertura
O Campeonato Chileno de Futebol de 2014-15 é a 95ª edição do torneio.

## Abertura 2014
| Pos. | Equipes                   | Pts. | PJ | G  | E | P  | GF | GC | Dif. | Rend. |
| ---- | ------------------------- | ---- | -- | -- | - | -- | -- | -- | ---- | ----- |
| 1    | Colo-Colo                 | 41   | 16 | 13 | 2 | 1  | 34 | 9  | +25  | 85.4% |
| 2    | Universidad de Chile      | 41   | 16 | 13 | 2 | 1  | 36 | 13 | +23  | 85.4% |
| 3    | Santiago Wanderers        | 40   | 16 | 13 | 1 | 2  | 29 | 14 | +15  | 83.3% |
| 4    | Palestino                 | 28   | 16 | 9  | 1 | 7  | 26 | 21 | +5   | 58.3% |
| 5    | O'Higgins                 | 23   | 16 | 6  | 5 | 5  | 26 | 23 | +3   | 47.9% |
| 6    | Huachipato                | 23   | 16 | 7  | 2 | 7  | 25 | 25 | 0    | 47.9% |
| 7    | Unión La Calera           | 22   | 16 | 6  | 4 | 6  | 25 | 21 | +4   | 45.8% |
| 8    | Unión Española            | 22   | 16 | 7  | 1 | 8  | 19 | 23 | -4   | 45.8% |
| 9    | Audax Italiano            | 20   | 16 | 5  | 5 | 6  | 23 | 21 | +2   | 41.6% |
| 10   | Barnechea                 | 20   | 16 | 6  | 2 | 8  | 16 | 24 | -8   | 41.6% |
| 11   | Ñublense                  | 19   | 17 | 5  | 4 | 8  | 21 | 29 | -8   | 37.3% |
| 12   | Universidad de Concepción | 18   | 17 | 4  | 6 | 7  | 18 | 23 | -5   | 35.3% |
| 13   | San Marcos de Arica       | 18   | 16 | 5  | 3 | 8  | 12 | 18 | -6   | 37.5% |
| 14   | Cobresal                  | 17   | 16 | 4  | 5 | 7  | 23 | 27 | -4   | 35.4% |
| 15   | Universidad Católica      | 17   | 17 | 5  | 2 | 10 | 20 | 25 | -5   | 33.3% |
| 16   | Deportes Iquique          | 16   | 16 | 3  | 7 | 6  | 22 | 26 | -4   | 33.3% |
| 17   | Deportes Antofagasta      | 13   | 16 | 3  | 4 | 9  | 11 | 24 | -13  | 27.0% |
| 18   | Cobreloa                  | 11   | 17 | 3  | 2 | 12 | 19 | 39 | -20  | 21.6% |

|                                       | Campeão do presente torneio.                                                                                           |
| 50x50px\|Copa Libertadores de América | Classificado para a Copa Libertadores da América de 2015 como "Chile 2" por ser Vice-Campeão da presente competição.   |
| 50px\|Copa Libertadores de América    | Classificam-se na Liga pela copa do "Chile 3" para a Copa Libertadores 2015 e "Chile 4" para a Copa Sudamericana 2015. |

Libertadores 2015
A equipe campeã do torneio de abertura se classificará para a Copa Libertadores da América de 2015 comoChile 2(Caso o Colo-Colo seja campeão desse torneio, o vice campeão vai para a Libertadores como Chile 2.
Copa Sul-Americana 2015
O perdedor dos playoffs(Liga) para a Libertadores se classificará para a Copa Sul-Americana de 2015.